# Collie River
Der Collie River ist ein Fluss im Südwesten des australischen Bundesstaates Western Australia.

## Geografie

### Verlauf
Der Fluss entspringt bei Gibbs, rund zehn Kilometer westlich von Darkan am Coalfields Highway. Von dort fließt er nach Westen bis Buckingham. Dort wendet er seinen Lauf nach Nordwesten bis zur Mündung des Harris River. Dann biegt er nach Süden ab bis zur Stadt Collie. Dort wendet er seinen Lauf erneut nach Westen zum etwa 15 Kilometer entfernten Wellington Reservoir, dessen Wasser zwar wichtig für die wachsende Bevölkerung von Western Australia, aber wegen seines hohen Salzgehaltes als Trinkwasser nicht geeignet ist. Ziel der Waters and Rivers Commission war es, den Salzgehalt des Flusses bis 2015 auf 500 mg/l zu senken.

### Nebenflüsse mit Mündungshöhen
- Batalling Creek – 257 m
- Collie River East – 221 m
- Bingham River – 208 m
- Harris River – 201 m
- Collie River South – 184 m
- Silver Wattle Creek – 165 m
- Ironstone Gully – 165 m
- Hamilton River – 165 m
- Worsley River – 165 m
- Gervase River – 165 m
- Riches Gully – 107 m
- Stones Brook – 103 m
- Mill Brook – 99 m
- Sailors Gully – 80 m
- Henty Brook – 12 m
- Brunswick River – 5 m[1][2]

## Geschichte
Der Fluss wurde nach Dr. Alexander Collie benannt, der zusammen mit Lt. William Preston als erster Europäer 1829 den Collie River entdeckte.